# لوسي غالو
لوسي غالو (بالإنجليزية: Lucy Galló)‏ 2000م هي متزلجة فنية مجرية.